# Xã Mercer, Quận Mercer, Illinois
Xã Mercer (tiếng Anh: Mercer Township) là một xã thuộc quận Mercer, tiểu bang Illinois, Hoa Kỳ. Năm 2010, dân số của xã này là 4.071 người.